# Michael Venus
Michael Venus (Auckland, 16 oktober 1987) is een tennisspeler uit Nieuw-Zeeland. Hij heeft 21 ATP-toernooien gewonnen in het dubbelspel. Daarnaast is hij 22 maal verliezend finalist in een ATP-toernooi in het dubbelspel. Hij deed al mee aan grandslamtoernooien. Hij heeft acht challengers in het dubbelspel op zijn naam staan.

## Palmares
| Legenda                       | Legenda               |
| ----------------------------- | --------------------- |
| Grand Slam                    |                       |
| Olympische Spelen             |                       |
| tot 2009                      | vanaf 2009            |
| Tennis Masters Cup            | ATP Finals            |
| ATP Masters Series            | ATP Tour Masters 1000 |
| ATP International Series Gold | ATP Tour 500          |
| ATP International Series      | ATP Tour 250          |

### Dubbelspel
| Nr.                              | Datum             | Toernooi             | Ondergrond    | Partner          | Tegenstanders in finale                   | Score                      | Details |
| -------------------------------- | ----------------- | -------------------- | ------------- | ---------------- | ----------------------------------------- | -------------------------- | ------- |
| Gewonnen finales herendubbel     |                   |                      |               |                  |                                           |                            |         |
| 1.                               | 24 mei 2015       | ATP Nice             | Gravel        | Mate Pavić       | Jean-Julien Rojer Horia Tecău             | 7-6(4), 2-6, [10-8]        | Details |
| 2.                               | 16 januari 2016   | ATP Auckland         | Hardcourt     | Mate Pavic       | Eric Butorac Scott Lipsky                 | 7-5, 6-4                   | Details |
| 3.                               | 8 februari 2016   | ATP Montpellier      | Hardcourt     | Mate Pavić       | Alexander Zverev Mischa Zverev            | 7-5, 7-6(4)                | Details |
| 4.                               | 21 februari 2016  | ATP Marseille (1)    | Hardcourt (i) | Mate Pavić       | Jonathan Erlich Colin Fleming             | 6-2, 6-3                   | Details |
| 5.                               | 11 juni 2016      | ATP Rosmalen         | Gras          | Mate Pavić       | Raven Klaasen Dominic Inglot              | 3-6, 6-3, [11-9]           | Details |
| 6.                               | 7 mei 2017        | ATP Estoril          | Gravel        | Ryan Harrison    | David Marrero Tommy Robredo               | 7–5, 6-2                   | Details |
| 7.                               | 10 juni 2017      | Roland Garros        | Gravel        | Ryan Harrison    | Santiago González Donald Young            | 7–6(5), 6-7(4), 6-3        | Details |
| 8.                               | 25 februari 2018  | ATP Marseille (2)    | Hardcourt (i) | Raven Klaasen    | Marcus Daniell Dominic Inglot             | 6-7(2), 6-3, [10-4]        | Details |
| 9.                               | 23 juni 2019      | ATP Halle            | Gras          | Raven Klaasen    | Łukasz Kubot Marcelo Melo                 | 4-6, 6-3, [10-4]           | Details |
| 10.                              | 4 augustus 2019   | ATP Washington       | Hardcourt     | Raven Klaasen    | Jean-Julien Rojer Horia Tecău             | 3-6, 6-3, [10-2]           | Details |
| 11.                              | 29 februari 2020  | ATP Dubai            | Hardcourt     | John Peers       | Raven Klaasen Oliver Marach               | 6-3, 6-2                   | Details |
| 12.                              | 28 september 2020 | ATP Hamburg (1)      | Gravel        | John Peers       | Ivan Dodig Mate Pavić                     | 6-3, 6-4                   | Details |
| 13.                              | 25 oktober 2020   | ATP Antwerpen        | Hardcourt (i) | John Peers       | Rohan Bopanna Matwé Middelkoop            | 6-3, 6-4                   | Details |
| 14.                              | 22 mei 2021       | ATP Genève (1)       | Gravel        | John Peers       | Simone Bolelli Máximo González            | 6-2, 7-5                   | Details |
| 15.                              | 18 juli 2021      | ATP Hamburg (2)      | Gravel        | Tim Pütz         | Kevin Krawietz Horia Tecău                | 6–3, 6–7(3), [10–8]        | Details |
| 16.                              | 7 november 2021   | ATP Parijs           | Hardcourt (i) | Tim Pütz         | Pierre-Hugues Herbert Nicolas Mahut       | 6–3, 6–7(4), [11–9]        | Details |
| 17.                              | 26 februari 2022  | ATP Dubai (2)        | Hardcourt     | Tim Pütz         | Nikola Mektić Mate Pavić                  | 6-3, 6-7(5), [16-14]       | Details |
| 18.                              | 12 februari 2023  | Dallas               | Hardcourt (i) | Jamie Murray     | Nathaniel Lammons Jackson Withrow         | 6-2, 7-5                   | Details |
| 19.                              | 23 april 2023     | Banja Luka           | Gravel        | Jamie Murray     | Francisco Cabral Oleksandr Nedovjesov     | 6-2, 7-5                   | Details |
| 20.                              | 27 mei 2023       | Genève (2)           | Gravel        | Jamie Murray     | Marcel Granollers Horiacio Zeballos       | 7-6(6), 7-6(3)             | Details |
| 21.                              | 26 september 2023 | Zhuhai               | Hardcourt     | Jamie Murray     | Nathaniel Lammons Jackson Withrow         | 6–4, 6–4                   | Details |
| Verloren finales herendubbel     |                   |                      |               |                  |                                           |                            |         |
| 1.                               | 26 juli 2015      | ATP Bogota           | Hardcourt     | Mate Pavić       | Édouard Roger-Vasselin Radek Štěpánek     | 5-7, 3-6                   | Details |
| 2.                               | 25 oktober 2015   | ATP Stockholm        | Hardcourt (i) | Mate Pavić       | Nicholas Monroe Jack Sock                 | 5-7, 2-6                   | Details |
| 3.                               | 22 mei 2016       | ATP Nice             | Gravel        | Mate Pavić       | Juan Sebastián Cabal Robert Farah Maksoud | 6-4, 4-6, [8-10]           | Details |
| 4.                               | 24 juli 2016      | ATP Gstaad           | Gravel        | Mate Pavić       | Julio Peralta Horacio Zeballos            | 6-7(2), 2-6                | Details |
| 5.                               | 25 september 2016 | ATP Metz             | Hardcourt (i) | Mate Pavić       | Julio Peralta Horacio Zeballos            | 3-6, 6-7(4)                | Details |
| 6.                               | 23 oktober 2016   | ATP Stockholm        | Hardcourt (i) | Mate Pavić       | Elias Ymer Mikael Ymer                    | 1-6, 1-6                   | Details |
| 7.                               | 30 oktober 2016   | ATP Bazel            | Hardcourt (i) | Robert Lindstedt | Marcel Granollers Jack Sock               | 3-6, 4-6                   | Details |
| 8.                               | 16 juni 2018      | ATP Rosmalen         | Gras          | Raven Klaasen    | Dominic Inglot Franko Škugor              | 6-7(3), 5-7                | Details |
| 9.                               | 14 juli 2018      | Wimbledon            | Gras          | Raven Klaasen    | Mike Bryan Jack Sock                      | 3-6, 7-6(7), 3-6, 7-5, 5-7 | Details |
| 10.                              | 12 augustus 2018  | ATP Montreal/Toronto | Hardcourt     | Raven Klaasen    | Henri Kontinen John Peers                 | 2-6, 7-6(7), [6-10]        | Details |
| 11.                              | 7 oktober 2018    | ATP Tokio            | Hardcourt     | Raven Klaasen    | Ben McLachlan Jan-Lennard Struff          | 4-6, 5-7                   | Details |
| 12.                              | 12 januari 2019   | ATP Auckland         | Hardcourt     | Raven Klaasen    | Ben McLachlan Jan-Lennard Struff          | 3-6, 4-6                   | Details |
| 13.                              | 19 mei 2019       | ATP Rome             | Gravel        | Raven Klaasen    | Juan Sebastián Cabal Robert Farah Maksoud | 1-6, 3-6                   | Details |
| 14.                              | 17 november 2019  | ATP Finals           | Hardcourt (i) | Raven Klaasen    | Pierre-Hugues Herbert Nicolas Mahut       | 3-6, 4-6                   | Details |
| 15.                              | 8 augustus 2021   | ATP Washington       | Hardcourt     | Neal Skupski     | Raven Klaasen Ben McLachlan               | 6-7(4), 4-6                | Details |
| 16.                              | 12 juni 2022      | ATP Stuttgart        | Gras          | Tim Pütz         | Hubert Hurkacz Mate Pavić                 | 6-7(3), 6-7(5)             | Details |
| 17.                              | 19 juni 2022      | ATP Halle            | Gras          | Tim Pütz         | Marcel Granollers Horacio Zeballos        | 4-6, 7-6(5), [12-14]       | Details |
| 18.                              | 31 juli 2022      | ATP Kitzbühel        | Hardcourt     | Tim Pütz         | Pedro Martínez Lorenzo Sonego             | 7-5, 4-6, [6-10]           | Details |
| 19.                              | 21 augustus 2022  | ATP Cincinnati       | Hardcourt     | Tim Pütz         | Rajeev Ram Joe Salisbury                  | 6-7(4), 6-7(5)             | Details |
| 20.                              | 7 januari 2023    | ATP Adelaide 1       | Hardcourt     | Jamie Murray     | Lloyd Glasspool Harri Heliövaara          | 3-6, 6-7(3)                | Details |
| 21.                              | 20 augustus 2023  | ATP Cincinnati       | Hardcourt     | Jamie Murray     | Maximo Gonzalez Andres Molteni            | 6-3, 1-6, [9-11]           | Details |
| 22.                              | 22 oktober 2023   | ATP Tokio            | Hardcourt     | Jamie Murray     | Rinky Hijikata Max Purcell                | 4-6, 1-6                   | Details |
| Gewonnen challengers herendubbel |                   |                      |               |                  |                                           |                            |         |
| 1.                               | 1 juli 2013       | Winnetka             | Hardcourt     | Yuki Bhambri     | Somdev Devvarman Jack Sock                | 2-6, 6-2, [10-8]           |         |
| 2.                               | 15 juli 2013      | Binghamton           | Hardcourt     | Bradley Klahn    | Adam Feeney John-Patrick Smith            | 6-3, 6-4                   |         |
| 3.                               | 11 november 2013  | Yokohama             | Hardcourt     | Bradley Klahn    | Sanchai Ratiwatana Sonchat Ratiwatana     | 7-5, 6-1                   |         |
| 4.                               | 3 februari 2014   | Chennai              | Hardcourt     | Yuki Bhambri     | N.Sriram Balaji Blaž Rola                 | 6-4, 7-6(3)                |         |
| 5.                               | 21 april 2014     | Savannah             | Gravel        | Ilia Bozoljac    | Alex Bogomolov jr. Facundo Bagnis         | 7-5, 6-2                   |         |
| 6.                               | 9 juni 2014       | Nottingham           | Gras          | Rameez Junaid    | Ruben Bemelmans                           | 4-6, 7-6(1), [10-6]        |         |
| 7.                               | 5 april 2015      | Raänana              | Hardcourt     | Mate Pavić       | Rameez Junaid Adil Shamasdin              | 6-1, 6-4                   |         |
| 8.                               | 19 april 2015     | Mersin               | Gravel        | Mate Pavić       | Riccardo Ghedin Ramkumar Ramanathan       | 5-7, 6-3, [10-4]           |         |

### Gemend dubbelspel
| Nr.                            | Datum            | Toernooi      | Ondergrond | Partner          | Tegenstanders in finale            | Score            | Details |
| ------------------------------ | ---------------- | ------------- | ---------- | ---------------- | ---------------------------------- | ---------------- | ------- |
| Verloren finales gemengddubbel |                  |               |            |                  |                                    |                  |         |
| 1.                             | 9 september 2017 | US Open       | Hardcourt  | Chan Hao-ching   | Martina Hingis Jamie Murray        | 1-6, 6-4, [8-10] | Details |
| 2.                             | 7 september 2019 | US Open       | Hardcourt  | Chan Hao-ching   | Bethanie Mattek-Sands Jamie Murray | 2-6, 3-6         | Details |
| 3.                             | 8 juni 2023      | Roland Garros | Gravel     | Bianca Andreescu | Miyu Kato Tim Pütz                 | 6–4, 4-6, [6-10] | Details |

## Resultaten grandslamtoernooien
| Legenda | Legenda                          |
| ------- | -------------------------------- |
| g.t.    | geen toernooi gehouden           |
| l.c.    | lagere categorie                 |
| –       | niet deelgenomen                 |
| G       | uitgeschakeld in de groepsfase   |
| 1R      | uitgeschakeld in de eerste ronde |
| 2R      | uitgeschakeld in de tweede ronde |
| 3R      | uitgeschakeld in de derde ronde  |
| 4R      | uitgeschakeld in de vierde ronde |
| KF      | uitgeschakeld in de kwartfinale  |
| HF      | uitgeschakeld in de halve finale |
| F       | de finale verloren               |
| W       | het toernooi gewonnen            |
| w-v     | winst/verlies-balans             |

### Mannendubbelspel
| Toernooi             | 2014 | 2015 | 2016 | 2017 | 2018 | 2019 | 2020 | 2021 | 2022 | 2023 | 2024 |
| -------------------- | ---- | ---- | ---- | ---- | ---- | ---- | ---- | ---- | ---- | ---- | ---- |
| Grandslamtoernooien  |      |      |      |      |      |      |      |      |      |      |      |
| Australian Open      | 3R   | 3R   | 1R   | 2R   | 1R   | KF   | 3R   | 3R   | KF   | 2R   |      |
| Roland Garros        | 1R   | 1R   | 1R   | W    | 3R   | 1R   | 2R   | 2R   | 3R   | 3R   |      |
| Wimbledon            | 1R   | 3R   | 3R   | KF   | F    | HF   | g.t. | 1R   | 1R   | KF   |      |
| US Open              | 3R   | 2R   | 2R   | 1R   | 2R   | 2R   | 2R   | 1R   | 3R   | 2R   |      |
| ATP Finals           |      |      |      |      |      |      |      |      |      |      |      |
| ATP Finals           | –    | –    | –    | HF   | G    | F    | G    | –    | –    | –    |      |
| ATP Masters 1000     |      |      |      |      |      |      |      |      |      |      |      |
| Indian Wells         | –    | –    | –    | 1R   | 2R   | KF   | g.t. | HF   | 2R   | KF   |      |
| Miami                | –    | –    | –    | 1R   | KF   | 1R   | g.t. | –    | 1R   | 2R   |      |
| Monte Carlo          | –    | –    | –    | –    | KF   | –    | g.t. | –    | KF   | 1R   |      |
| Madrid               | –    | –    | –    | –    | KF   | –    | g.t. | 1R   | HF   | KF   |      |
| Rome                 | –    | –    | –    | 1R   | 2R   | F    | HF   | HF   | 1R   | KF   |      |
| Montreal/Toronto     | –    | –    | –    | 1R   | F    | –    | g.t. | 1R   | 1R   | 2R   |      |
| Cincinnati           | –    | –    | –    | HF   | 2R   | KF   | 1R   | KF   | F    | F    |      |
| Shanghai             | –    | –    | –    | 2R   | KF   | KF   | g.t. | g.t. | g.t. | 2R   |      |
| Parijs               | –    | –    | –    | 2R   | KF   | 1R   | KF   | W    | KF   | 2R   |      |
| Olympische Spelen    |      |      |      |      |      |      |      |      |      |      |      |
| Olympische Spelen    | g.t. | g.t. | 1R   | g.t. | g.t. | g.t. | g.t. | HF   | g.t. | g.t. |      |
| Statistieken         |      |      |      |      |      |      |      |      |      |      |      |
| Totaal aantal titels | 0    | 1    | 4    | 2    | 1    | 2    | 3    | 3    | 1    | 3    |      |
| Eindejaarsranking    | 62   | 44   | 32   | 15   | 16   | 10   | 13   | 15   | 16   | 16   |      |

### Gemengd dubbelspel
| Toernooi            | 2014 | 2015 | 2016 | 2017 | 2018 | 2019 | 2020 | 2021 | 2022 | 2023 |
| ------------------- | ---- | ---- | ---- | ---- | ---- | ---- | ---- | ---- | ---- | ---- |
| Grandslamtoernooien |      |      |      |      |      |      |      |      |      |      |
| Australian Open     | –    | –    | –    | 1R   | 2R   | 1R   | 2R   | 1R   | KF   | 1R   |
| Roland Garros       | –    | –    | –    | 2R   | 1R   | 1R   | g.t. | –    | –    | F    |
| Wimbledon           | 1R   | 3R   | 1R   | 3R   | HF   | 2R   | g.t. | –    | 1R   | –    |
| US Open             | –    | –    | –    | F    | 2R   | F    | g.t. | 1R   | 2R   | –    |
| Olympische Spelen   |      |      |      |      |      |      |      |      |      |      |
| Olympische Spelen   | g.t. | g.t. | –    | g.t. | g.t. | g.t. | g.t. | –    | g.t. | g.t. |